# Dixa minutiformis
Dixa minutiformis är en tvåvingeart som beskrevs av Takahashi 1958. Dixa minutiformis ingår i släktet Dixa och familjen u-myggor. Inga underarter finns listade i Catalogue of Life.